# Guitar fingerstyle

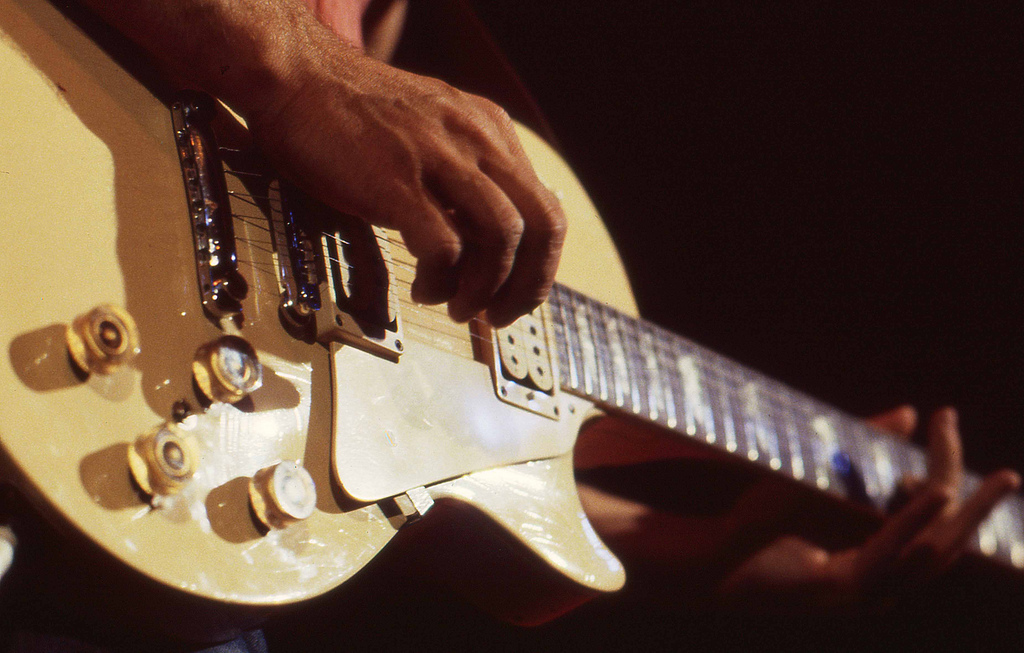
Guitar Fingerstyle

Guitar fingerstyle là kỹ thuật chơi guitar hay guitar bass bằng cách tuốt các dây trực tiếp với các đầu ngón tay, móng tay, hoặc bằng miếng gảy gắn vào ngón tay, trái ngược với cách chơi flatpicking (tuốt các nốt riêng với một miếng gảy, thường được gọi là "pick"). Thuật ngữ "fingerstyle" là một từ sai, vì nó có mặt trong một số thể loại và phong cách âm nhạc khác nhau, nhưng chủ yếu, bởi vì nó liên quan đến một kỹ thuật hoàn toàn khác, không chỉ là "phong cách" chơi, đặc biệt là cho việc chơi guitar ở tay gảy vào dây. Thuật ngữ này thường được sử dụng đồng nghĩa với fingerpicking ngoại trừ trong các giới chơi guitar cổ điển, mặc dù fingerpicking cũng có thể đề cập đến một truyền thống cụ thể của nhạc dân gian, blues và cách chơi guitar đồng quê ở Mỹ. Các thuật ngữ "fingerstyle" và "fingerpicking" cũng được áp dụng cho các nhạc cụ dây tương tự như đàn banjo.
Âm nhạc được hòa âm để chơi fingerstyle có thể bao gồm hợp âm, arpeggio (các nốt của hợp âm được chơi lần lượt, trái ngược với âm thanh đồng thời) và các yếu tố khác như hòa âm nhân tạo, hammer-on và pull-off nốt bằng tay, gõ trống vào thành guitar (bằng cách gõ nhịp trên thân đàn), và nhiều kỹ thuật khác. Thông thường, người chơi guitar sẽ chơi các nốt giai điệu, xen kẽ với các hợp âm đi kèm của giai điệu và các âm bass sâu (hoặc nốt trầm) cùng một lúc. Một số nghệ sĩ guitar fingerpicking cũng xen kẽ gõ trống cùng với giai điệu, hợp âm và bassline. Fingerstyle là một kỹ thuật tiêu chuẩn trên guitar dây cổ điển hoặc nylon, nhưng được coi là một kỹ thuật chuyên dụng hơn về guitar dây thép. Fingerpicking ít phổ biến hơn trên guitar điện. Âm sắc của các nốt chơi fingerstyle được mô tả là "kết quả giống như chơi các nốt với âm lượng nhỏ dần trên piano ", và ít giống như pizzicato.